# Kompakte Natriumgekühlte Kernreaktoranlage Karlsruhe
Die Kompakte Natriumgekühlte Kernreaktoranlage Karlsruhe (Abk. KNK) war ein Brutreaktor auf dem Gelände des Forschungszentrums Karlsruhe mit einer elektrischen Bruttoleistung von 20 MW.

## Geschichte
1971 wurde das Kraftwerk als so genannter thermischer Reaktor in Betrieb genommen und war bis 1974 in Betrieb. Diese Anlage wurde als KNK-I bezeichnet. Anschließend wurde die Anlage basierend auf dem Grundmodell des sowjetischen BOR-60 zum Prototyp eines schnellen Brutreaktorkraftwerks umgebaut und dann als KNK-II bezeichnet. Dieses ging 1977 in Betrieb und wurde am 23. August 1991 endgültig abgeschaltet. Der Reaktor diente als Versuchsanlage für das Kernkraftwerk Kalkar, ein Projekt, das im gleichen Jahr beendet wurde.

### Stilllegung und Rückbau
Seit 1993 laufen die Rückbauarbeiten für die totale Beseitigung der Anlage, deren Abschluss ursprünglich bis 2019 geplant war  (Zustand „Grüne Wiese“). Im Dezember 2019 fehlten jedoch laut Website des beauftragten Unternehmens KTE noch der letzte Schritt, der Abbau des biologischen Schildes mit einem ferngesteuerten Bagger. Laut Aussagen des Bundesforschungsministeriums kostet die Entsorgung des Reaktors 309 Millionen Euro, somit 100 Millionen Euro mehr als geplant. Der Grund sind unter anderem technische Probleme beim Ausbau des Reaktortanks.

### Kernbrennstoff
Der abgebrannte Brennstoff wurde zwischen 1989 und 1994 nach Cadarache transportiert, wo er wiederaufgearbeitet wurde. Die Brennstäbe wurden in Behältern des Typs Castor KNK untergebracht.